# Hans Widmer (Autor)
Hans Widmer (* 1947) ist ein Schweizer Autor und Philologe.

## Leben
Unter dem Pseudonym P. M. (die häufigsten Initialen im Schweizer Telefonbuch; meist in Kleinbuchstaben geschrieben: p. m.) wurde Widmer vor allem durch seine 1983 erschienene anarchistische und antikapitalistische soziale Utopie bolo’bolo bekannt.
In bolo’bolo ist ein bolo eine autonome Gruppe von einigen hundert ibus (Menschen), die durch ihr gemeinsames Interesse an einem bestimmten nima (etwa: Mentalität) vereint sind. Einzelne ibus können bolos wechseln und müssen gastfreundlich behandelt werden. Der Begriff gehört zu einer fiktiven Plansprache (eher nur ein Grundvokabular) namens asa'pili, die in einer auf bolos aufgebauten Weltgemeinschaft verwendet werden soll.
Daneben war Widmer in der Hausbesetzer- und Kommune-Szene in Zürich aktiv. Bis heute ist er in der von ihm 1995 mitgegründeten Bau- und Wohngenossenschaft KraftWerk1 aktiv, einer ökosozialen Stadtkommune.

## Werke

### Bücher
- Weltgeist Superstar. Stroemfeld, Basel 1980, ISBN 3-87877-140-1 (Nachdruck: DTV, München 1983, ISBN 3-423-01885-2)
- Tripura Transfer. Stroemfeld, Basel 1982, ISBN 3-87877-172-X
- Bolo’bolo[2]. Paranoia City, Zürich 1983, ISBN 3-907522-01-X
  - Neueste deutschsprachige Ausgabe: Bolo'Bolo. Hirnkost, Berlin 2023, ISBN 978-3-98857-01-85.
- Zwischen Regenwald und Permafrost. Zwei Tage in einem gemässigten Klima. Stroemfeld, Basel 1984, ISBN 3-87877-240-8
- Amberland. Reisebuch. Paranoia City, Zürich 1989, ISBN 3-907522-05-2
- Olten – alles aussteigen. Ideen zur Abschaffung der Schweiz (mit Urban Gwerder und Daniel de Roulet). Paranoia City, Zürich 1990, ISBN 3-907522-08-7
- Europa? Aufhören! Ein Pamphlet. Paranoia City, Zürich 1992
- Midnight Oil. Semiotext(e), New York 1992
- Kraftwerk 1. Projekt für das Sulzer-Escher Wyss Areal (mit Martin Blum und Andreas Hofer). Paranoia City, Zürich 1994, ISBN 3-907522-14-1
- Die Schrecken des Jahres 1000 (als „Rodulf von Gardau“). 3 Bände. Rotpunktverlag, Zürich:
  - Band 1: 1996, ISBN 3-85869-128-3
  - Band 2: Kumbi, 1997, ISBN 3-85869-139-9
  - Band 3: Pukaroa, 1999, ISBN 3-85869-172-0
- Agbala dooo! Eine Reise durch das helvetische Territorium im Jahre 205 p.r. Paranoia City, Zürich 1998, ISBN 3-907522-17-6
- Das kleine graue Büchlein. Aurora, Berlin 1999
- Subcoma. Nachhaltig vorsorgen für das Leben nach der Wirtschaft. P.M.s hilfreiches Haushaltbuch[3]. Paranoia City, Zürich 2000, ISBN 3-907522-19-2
- Der goldene Weg. Roman. Rotpunktverlag, Zürich 2003, ISBN 3-85869-250-6
- AKIBA. Ein gnostischer Roman. Paranoia City, Zürich 2008, ISBN 978-3-907522-24-0
  - Ewiges Leben. Kurzfassung. Ein Schlüssel zu AKIBA. Paranoia City, Zürich 2009, ISBN 978-3-907522-27-1
- Neustart Schweiz – So geht es weiter (hrsg. v. Christoph Pfluger). Edition Zeitpunkt, Solothurn 2008, ISBN 978-3-033-01779-5
- Manetti lesen oder vom guten Leben. Roman. Edition Nautilus, Hamburg 2012, ISBN 978-3-89401-761-3
- Kartoffeln und Computer. Märkte durch Gemeinschaften ersetzen. Edition Nautilus, Hamburg 2012, ISBN 978-3-89401-767-5
- Die andere Stadt. Paranoia City, Zürich 2017, ISBN 978-3-907522-28-8
- Das Gesicht des Hasen. Hirnkost, Berlin 2019, ISBN 978-3-947380-84-8
- Warum haben wir eigentlich noch Kapitalismus. Hirnkost, Berlin 2020, ISBN 978-3-948675-12-7
- Die große Fälschung Band 1: Tuckstett. Hirnkost, Berlin 2020, ISBN 978-3-948675-80-6
- Die große Fälschung Band 2: Der Flächenbrand. Hirnkost, Berlin 2020 ISBN 978-3-947380-38-1
- Die große Fälschung Band 3: Flucht nach Venedig. Hirnkost, Berlin 2021 ISBN 978-3-947380-41-1
- Die große Fälschung Band 4: Entführung in die Sahara. Hirnkost, Berlin 2021 ISBN 978-3-947380-44-2
- Die große Fälschung Band 5: Die Verschwörung von Kumbi. Hirnkost, Berlin 2021 ISBN 978-3-947380-47-3
- Die große Fälschung Band 6: Verweht nach Yucutan. Hirnkost, Berlin 2021 ISBN 978-3-947380-50-3
- Die große Fälschung Band 7 & 8: Die Insel der Todeskrabben & Die Piraten von Hainan. Hirnkost, Berlin 2021 ISBN 978-3-947380-50-3
- Die große Fälschung Band 9: Tage im Kaiserpalast. Hirnkost, Berlin 2022 ISBN  978-3-947380-56-5
- Die große Fälschung Band 10: Die grauen Reiter. Hirnkost, Berlin 2022 ISBN 978-3-947380-59-6
- Die Leitung. Hirnkost, Berlin 2022 ISBN 978-3-949452-65-9
- Amberland. Hirnkost, Berlin 2022 ISBN 978-3-948675-40-0
- Das Buch NUR. online verfügbar CC-BY-ND 3.0

### Theater-Aufführungen
- Die Geburt einer Maschine, uraufgeführt: Rote Fabrik, Zürich 1984
- LEGO, Zürich 1994

### Hörspiel
- Tucui, Schweizer Radio DRS 1983

### Spiele
- Demono, Legespiel, Produktion Frank Beat Keller, 1985[4]
- Bolo Bolo, Brettspiel, Produktion und Co-Autor Frank Beat Keller, 1986[5]